# Fires of Azeroth
Fires of Azeroth este un roman științifico-fantastic (de fantezie științifică) din 1979 al scriitoarei americane C. J. Cherryh. Este a treia din cele patru cărți care compun Ciclul Morgaine, care prezintă o eroină - Morgaine - care călătorește în spațiu și timp, și tovarășul ei loial Nhi Vanye i Chya.
Această serie a fost identificată ca având loc în universul Alianță-Uniune, deoarece se afirmă că Morgaine a fost trimisă în misiunea ei de a distruge Porțile de către Biroul de Științe al Uniunii, dar nu are prea multe în comun cu alte lucrări din acest univers.
Această carte nu are nicio legătură cu universul Warcraft, chiar dacă împărtășesc numele Azeroth și alte câteva asemănări din coincidență.

## Fundal
La început, implicațiile călătoriei în timp prin Porți nu au reprezentat o chestiune de mare îngrijorare. Tehnologia a fost găsită printre ruinele unei lumi moarte din sistemul Qhal – o descoperire care a fost făcută în primele câteva decenii ale erei lor spațiale și care le-a deschis brusc accesul instantaneu către stele. Navele Qhal au fost folosite doar pentru transportul inițial al tehnicienilor și al echipamentelor pe distanțe de ani-lumină. După ce fiecare Poartă a unei Lumi a fost construită, călătoria către acea lume și la suprafața ei a devenit instantanee și Imperiul Qhal a progresat mult timp.
Datorită paradoxurilor temporale implicate în călătoriile în timp, porțile reprezintă o amenințare pentru cauzalitatea universală și, prin urmare, pentru viitorul nenumăratelor lumi. De fapt, așa cum este prezentat în istoria ciclului, utilizarea neînțeleaptă a proprietăților temporale ale porților a decimat deja cel puțin o civilizație foarte avansată, Qhal. Pentru a preveni astfel de nenorociri suplimentare, Morgaine este angajată într-o căutare de secole (și potențial infinită) care o duce din lume în lume prin porți, stabilind fiecare poartă pentru autodistrugere imediat după ce a folosit-o pentru a trece către următoarea. Nu este clar din poveste de cât timp călătorește Morgaine, dar se precizează că este ultima supraviețuitoare, posibil a doua generație, a unui grup de lucru de o sută de membri trimis de Biroul de Științe al Uniunii cu misiunea de a distruge porțile din univers. De-a lungul timpului le-a scăzut numărul, cu un act de trădare înainte de primul roman, lăsând-o pe Morgaine ca singura supraviețuitoare.

## Rezumat
Porțile sunt treceri prin spațiu și timp care, dacă sunt folosite greșit, pot distruge civilizații întregi. Astfel de cataclisme s-au întâmplat în trecut, cel mai recent rasei qhal, o specie care la un moment dat înrobise printr-un imperiu stelar alte rase, inclusiv oamenii. Biroul de Științe al Uniunii a trimis o sută de bărbați și femei într-o misiune unidirecțională pentru a distruge porțile, închizându-le în spatele lor în timp ce călătoreau dintr-o lume în alta. Datorită unei trădări, Morgaine este ultima supraviețuitoare a acelei echipe.
În lumea lui Vanye, li s-a opus o ființă străveche rea, a cărei cunoaștere a științei porților rivalizează cu cea a lui Morgaine. Creatura a preluat trupul lui Chya Roh, vărul lui Vanye, apoi a fugit prin Poarta lui Ivrel în țara Shiuan. Acolo, el a adunat o armată jumătate oameni-qhal promițându-le o cale de a ieși din lumea lor pe moarte. A fost nevoie de toată viclenia Morgainei pentru a forța o trecere pentru ea și Vanye prin Poarta Shiuan într-o a treia lume, dar ei nu au fost în stare să-l oprească pe Roh să-i urmeze cu forțele sale.
Fiind doi împotriva unei sute de mii, sunt forțați să fugă în pădurile din Azeroth, unde găsesc adăpost la săteni prietenoși. În cele din urmă, nativii apelează la domnul lor qhal pentru îndrumare. Morgaine se întâlnește cu Merir, stăpânul din Shathan, și primește permisiunea mult râvnită de a călători acolo unde vrea.
Armata invadatoare a venit prin Poarta Maestrului (Master Gate). Morgaine se îndreaptă spre Nehmin, unde se află comenzile Porții, dar pe drum, cei doi sunt atacați. Ea este grav rănită, dar reușește să fugă. Vanye este capturat de oameni conduși de Fwar, care are o ranchiună împotriva sa. Înainte de a fi torturat prea mult, Vanye este capturat de khal, care a retrimis asupra lor forțele lui Roh. Ei vor orice informații pe care le poate avea prizonierul despre porți. Cu toate acestea, Roh este informat și își salvează vărul.
Vanye găsește tabăra foarte împărțită: barbarii lui Fwar s-au supărat pe oamenii din mlaștini mai numeroși, ambele grupuri sunt urâte și disprețuite de khal, conduși de Hetharu, dar în realitate s-au împărțit în fracțiuni. Roh abia își menține controlul asupra gloatei din cauza cunoștințelor sale despre Porți sau Focuri așa cum sunt numite în această lume. Știind că situația este instabilă, Roh încearcă să plece în liniște cu trupa lui Vanye și Fwar, dar khal sunt alertați și îi urmăresc. Este o cursă strânsă, dar unii dintre ei ajung la adăpostul pădurii, unde cei câțiva barbari care nu sunt prinși și uciși de khal sunt goniți de Roh și Vanye.
Vanye îl îndrumă pe Roh să se ducă la Merir, dar stăpânul din Shathan nu are vești despre Morgaine. Merir decide că trebuie să meargă la Nehmin după răspunsuri. Acolo, Vanye o găsește pe Morgaine, recuperată după rănile aproape fatale. Gardienii din Nehmin au ignorat sfatul ei, neîncrezându-se în motivele ei, iar acum sunt asediați. În cele din urmă, Morgaine îi obligă să recunoască nu doar pericolul imediat, ci tentația mereu prezentă a puterii Porților; acceptă să le închidă după ce ea și Vanye pleacă, deși sunt principala lor apărare împotriva hoardei.
Înainte de a pleca, Morgaine își oferă ajutorul împotriva dușmanului lor comun. În luptele disperate, Hetharu și Shien, principalul său rival khal, sunt uciși. Cu Fwar deja mort, inamicul este lăsat fără lider; diferitele facțiuni se întorc una contra alteia în mod neașteptat, punând capăt amenințării.
Rămâne doar Roh care s-o tulbure pe Morgaine. Chiar dacă porțile vor fi închise, el are cunoștințele pentru a le reactiva. Vanye a descoperit că Roh pe care îl cunoștea și îl admira nu a fost ucis când trupul său a fost preluat. Treptat, acel Roh a recâștigat controlul, sau cel puțin așa crede Vanye. Morgaine nu este pe deplin convinsă, dar îi permite lui Roh să rămână în viață (deși sub supraveghere) când ea și Vanye intră în Focuri (poartă) și părăsesc Azeroth pentru totdeauna.
În epilog, arcul lui Roh este așezat în arcada Porții închise de locuitorii din Azeroth (inclusiv de un copil acum adult, cu care Vanye a împărtășit o legătură în timpul petrecut acolo). Acest lucru dezvăluie că Roh a rămas în controlul corpului său până la moartea sa și că actul de milă al lui Morgaine nu a fost deplasat.

## Personaje
- Morgaine
- Nhi Vanye
- Chya Roh
- Merir, lordul din Shathan
- Hetharu, liderul invadatorilor khal
- Shien, principalul rival al lui Hetharu
- Fwar, șeful barbarilor umani

## Vezi și
- 1979 în științifico-fantastic